# The Hardbop Grandbop
Albums de Horace Silver
Pencil Packin' Papa
(1994) A Prescription for the Blues
(1997)
The Hardbop Grandbop est un album du pianiste de jazz Horace Silver sorti en 1996.

## Critique
Pour le critique Scott Yanow (Allmusic), cet album est « l'un des meilleurs enregistrements de Silver dans sa période post Blue Note  ».

## Liste des titres
Toute la musique est composée par Horace Silver.
| No  | Titre                         | Musique | Durée |
| --- | ----------------------------- | ------- | ----- |
| 1.  | I Want You                    |         | 5:15  |
| 2.  | The Hippest Cat in Hollywood  |         | 6:43  |
| 3.  | Gratitude                     |         | 5:38  |
| 4.  | Hawkin                        |         | 6:17  |
| 5.  | I Got the Blues in Santa Cruz |         | 8:05  |
| 6.  | We've Got Silver at Six       |         | 7:05  |
| 7.  | The Hardbop Grandpop          |         | 5:20  |
| 8.  | The Lady from Johannesburg    |         | 6:02  |
| 9.  | Serenade to a Teakettle       |         | 6:24  |
| 10. | Diggin' on Dexter             |         | 5:40  |

## Musiciens
- Horace Silver - piano
- Claudio Roditi - trompette, bugle
- Steve Turre - trombone
- Michael Brecker - saxophone ténor
- Ronnie Cuber - saxophone baryton
- Ron Carter - contrebasse
- Lewis Nash - batterie